# 栓子

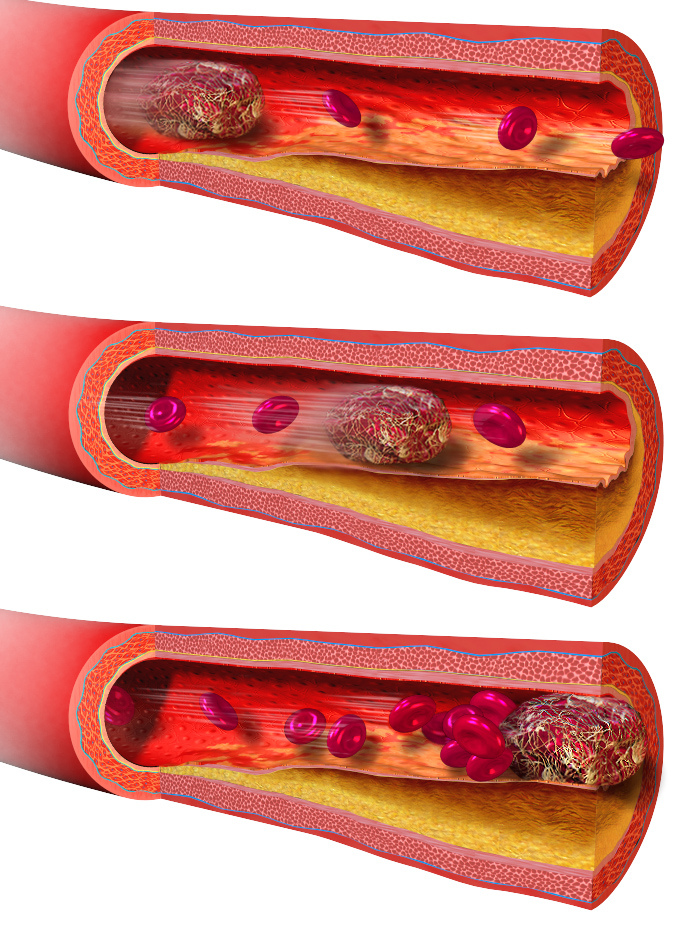
描述脫離的血栓轉變而成栓子的圖像

栓子（embolus）是引起栓塞的异常物质，可为固体、液体或气体，例如：血栓栓子、癌症栓子（癌栓）、细菌栓子、寄生虫栓子、羊水栓子、空气栓子等，绝大多数栓子是脱落的血栓。栓子和栓塞不同，栓塞是指栓子造成血流阻塞的病况。血栓栓子是血管中游離的團塊，可以藉由循環系統在血流中被運送到遠離它起點的微血管，造成血流阻塞。
微栓子（microemboli）是血液中颗粒直径在500 μm以下的气体、生物源性及非生物源性游离碎屑。
与具游离性的栓子相較之下，也有自身從血管創傷、上皮細胞病變、血管發炎而來的非流動性堵塞物，像是粥樣瘤、血栓。然而，如果血栓破裂並從原始位置鬆動下來，它就會變成血栓拴子。且一旦在運送過程中沒有被分解掉，就有可能造成栓塞。
這個詞彙是由魯道夫·菲爾紹在1848年創建。

## 由物質來分類
- 血栓形成-血栓（血凝塊）的栓塞。
- 膽固醇栓塞-膽固醇的栓塞，通常是從血管內動脈粥樣硬化的小硬塊而來。
- 脂肪栓塞-骨折或油滴的栓塞。
- 空氣栓塞（也稱作氣體栓塞）-氣泡的栓塞。
- 敗血性栓塞-含有細菌之膿的栓塞。
- 組織栓塞-組織小碎片的栓塞。
- 異物栓塞-外來物質，像是滑石和其他小物品的栓塞。
- 羊水栓塞-羊水，胎兒細胞，毛髮或其他透過子宮基底的胎盤進入母親血液中的碎片所引起的過敏反應而導致的栓塞。

在血栓栓塞，血管中的血栓（血凝塊）是完全或部分地從血栓（血塊）的地方脫落。而血流接著會將栓子(透過血管)運送到身體各個不同的部位，直到它到達能夠堵住內腔(血管腔)並造成血管阻塞或閉塞的位置。注意可自由游離的血栓稱作栓子。血栓通常附著在血管壁上，在血流循環中從不曾自由移動過。這也是病理學家確定血塊形成原因的關鍵差異，無論是由血栓或驗屍血塊而知。血管阻塞會導致不同的病理問題，例如瘀血和局部缺血。但是，並不只有血栓栓塞會在血管中造成阻塞，任何一種栓塞都能造成同樣的問題。
脂肪栓塞在內生性(從生物體內而來)的脂肪組織釋放到血液循環的時候經常發生。脂肪栓塞造成的通常原因是管狀骨的斷裂(如股骨)。這將讓脂肪組織滲漏進骨髓中破裂的血管裡。另外也有一些外源(從外部來源而來)會導致諸如靜脈注射的乳濁液。
空氣栓塞，另一方面，經常是由外來因子導致的。這可以是肺泡破裂和吸入的空氣滲透進血管而成。其它更常見的原因包含鎖骨下靜脈因意外而穿刺或在有負壓情形下所動的手術。空氣於是經由呼吸過程中，吸氣階段胸腔的擴大其所產生的負壓而被吸入靜脈。空氣栓塞也可發生在靜脈手術中空氣滲透進系統的時候(然而這種醫療疏失在現代醫學中已十分少見)。
氣體栓塞對深海潛水員來說是普遍需要考慮的事情，因為在深海中下潛的期間，我們血液裡的氣體（通常是氮氣和氦氣）可以輕易且大量地溶解於血液中。然而當潛水員上升到正常的大氣壓時，氣體會變得不可溶，造成其在血液中形成了微小的泡泡。這被稱為減壓症或潛水夫病。而這種現象可用物理化學中的亨利定律來解釋。
由其他物質導致的栓塞非常罕見。敗血性栓塞在化膿組織（含有膿的組織）脫離它原本所處的中心時發生。組織栓塞近乎等於癌症的遠端轉移，這發生在當癌細胞組織浸潤到血管，小片段的癌細胞被釋放到血流中的時候。異物栓塞只有發生在外源物質例如滑石進到血流並引起血液循環的閉塞或阻塞的時候。羊水栓塞是分娩時相當罕見的併發症。